# Nhạc Thác
Nhạc Thác (tiếng Mãn: ᠶᠣᡨᠣ, chuyển tả: Yoto, chữ Hán: 岳托 hay 岳託; 26 tháng 2 năm 1599 – 11 tháng 2 năm 1639) là một hoàng thân của nhà Thanh trong lịch sử Trung Quốc, người thừa kế 1 trong 12 tước vị Thiết mạo tử vương. Ông là một trong những Thân vương góp công lớn trong trong việc đưa Thanh binh nhập quan, thống nhất Trung Quốc.

## Thân thế
Nhạc Thác sinh vào giờ Dần, ngày 2 tháng 2 (âm lịch) năm Minh Vạn Lịch thứ 27 (1599), trong gia tộc Ái Tân Giác La. Ông là con trai trưởng là Lễ Liệt Thân vương Đại Thiện, mẹ ông là Đích Phúc tấn Lý Giai thị (李佳氏). Từ sớm ông đã theo Nỗ Nhĩ Cáp Xích tấn công Liêu Thẩm, chinh phạt Mông Cổ, cùng Đại Thiện chưởng quản Lưỡng Hồng kỳ, lần lượt được phong Đài cát, Bối lặc. Sau lại nhờ công huân mà được phong Thành Thân vương, chưởng quản Binh bộ.

## Cuộc đời
Năm Thiên Mệnh thứ 6 (1621), tháng 2, Nỗ Nhĩ Cáp Xích đem quân đánh chiếm Phụng Tập Bảo (奉集堡, nay thuộc Tô Gia Truân khu, thành phố Thẩm Dương, tỉnh Liêu Ninh), lúc sắp sửa khải hoàn trở về kinh sư thì có tin tình báo phát hiện ở vùng phụ cận có hơn vài trăm quân Minh. Ông cùng Đài cát Đức Cách Loại phát động tập kích, đại bại quân Minh, truy tàn quân đến tận Vũ Tĩnh doanh mới trở về. Tháng 3, Nỗ Nhĩ Cáp Xích tấn công Thẩm Dương, Tổng binh Lý Bỉnh Thành (李秉诚) đem quân Minh rút lui về Bạch Tháp Phô (白塔舖). Nhạc Thác vâng mệnh đuổi theo về phía Bắc hơn 40 dặm, tiêu diệt hơn 3000 quân Minh. Sứ giả của Hậu Kim bị Khách Nhĩ Khách Trát Lỗ Đặc Bối lặc Ngang An (昂安) bắt giữ đưa đến Diệp Hách, sau đó bị giết chết. Năm thứ 8 (1623), tháng 4, Nỗ Nhĩ Cáp Xích phái ông cùng Đài cát A Ba Thái chinh phạt Nội Khách Nhĩ Khách Trát Lỗ Đặc bộ. Ông tiến quân thần tốc, trong 8 ngày đã đến nơi đóng quân của Trát Lỗ Đặc bộ, chém đầu Ngang An và con trai. Tháng 9 năm 1626, Nỗ Nhĩ Cáp Xích qua đời. Hoàng Thái Cực dựa vào sự tiến cử của tám vị Hòa Thạc Bối lặc mà thừa kế ngôi vị Đại Hãn. Tháng 10, có một số bộ lạc của Mông Cổ rời Minh, ông lại một lần nữa theo Đại Thiện chinh phạt Trát Lỗ Đặc bộ, chém đầu thủ lĩnh Ngạc Nhĩ Trai Đồ (鄂尔斋图), bắt sống 14 vị Bối lặc, bắt giữ toàn bộ dân chúng, nhờ quân công mà được phong Bối lặc.

### Những năm Thiên Thông
Năm Thiên Thông nguyên niên (1627), Hoàng Thái Cực mệnh Bối lặc A Mẫn làm chủ soái, dẫn binh chinh phạt Triều Tiên, Nhạc Thác và Tế Nhĩ Cáp Lãng cùng theo. Quân Hậu Kim vượt qua sông Áp Lục, lần lượt đánh hạ 3 thành Nghĩa Châu (义州), Định Châu (定州) và Hán Sơn (汉山). Sau đó lại vượt sông Gia Sơn, tiếp tục đánh hạ được An Châu, tiếp cận đến Bình Nhưỡng, tướng thủ thành bỏ thành mà chạy trốn. Đại quân tiếp tục vượt sông Đại Đồng, tiến quân đến Trung Hòa, truyền dụ Triều Tiên Quốc vương Lý Tông ra đầu hàng. A Mẫn muốn trực tiếp công hạ vương kinh, nhưng Nhạc Thác và Tế Nhĩ Cáp Lãng mật đàm thỏa thuận trú quân ở Bình Sơn, một lần nữa phái sứ giả truyền dụ Lý Tông. Triều Tiên cho sứ giả đến cầu hòa, Nhạc Thác cùng các Bối lặc đều đã chuẩn bị nghị hòa. Lúc này, A Mẫn lại có dị nghị, muốn trực tiếp tấn công vào Vương kinh. Nhạc Thác liền khuyên nhủ A Mẫn rằng Cấm quân Ngự tiền quá ít, nhà Minh và Mông Cổ đều là địch, nếu biên cương đột phát chiến sự, sẽ không kịp điều quân trở về, vì phòng ngừa chu đáo nên lập tức khải hoàn. Nhưng A Mẫn vẫn không chịu nghe. Nhạc Thác liền liên hợp với Tế Nhĩ Cáp Lãng phân binh trú doanh với A Mẫn, lại bắt giữ em trai của Lý Tông là Lý Giác (李觉) làm con tin, phái sứ giả đến gặp Lý Tông, Lý Tông liền đồng ý hằng năm cống nạp cho Hậu Kim. Vì vậy, Hậu Kim kết liên minh cùng Triều Tiên, sau đó mới báo cho A Mẫn. A Mẫn lấy lý do mình không tham gia vào việc kết minh, dung túng cho binh sĩ dưới trướng cướp bóc. Nhạc Thác khuyên A Mẫn "Đã kết minh mà còn cướp bóc, không phải hành động nhân nghĩa", lại để cho Lý Giác kết minh cùng với A Mẫn, rồi dẫn quân khải hoàn về triều, kết thúc chiến sự ở triều tiên. Sau khi đưa quân về triều, ông lại tiếp tục theo Hoàng Thái Cực phạt Minh, cùng Tam Bối lặc Mãng Cổ Nhĩ Thái suất quân yểm trợ lương vận ở Tháp Sơn, đánh tan quân Minh. Lại theo Hoàng Thái Cực di trú Cẩm Châu, vây Ninh Viễn, ông đều có công lao. Tháng 8, đại bại quân Minh ở Ngưu trang, trảm đầu một Thủ bị, hai Thiên tổng, hai Bách tổng, hơn ba trăm binh lính.
Năm thứ 2 (1628), ông cùng A Ba Thái lại đem quân xâm phạm biên cảnh nhà Minh, lần lượt phá hủy các thành Cẩm Châu, Hạnh Sơn, Cao Kiều. Từ mười ba trạm về phía Đông, hủy hơn hai mươi tháp canh, giết hơn ba mươi người thủ thành. Đại quân khải hoàn về triều, Hoàng Thái Cực đích thân nghênh đón. Ông được ban thưởng một con ngựa tốt. Năm thứ 3 (1629), ông lại đem quân xâm chiếm Cẩm Châu, Ninh Viễn, đốt hủy toàn bộ lương thảo thích trữ của quân Minh. Tháng 10, Hoàng Thái Cực thân chinh tấn công Minh triều, Nhạc Thác cùng Tế Nhĩ Cáp Lãng suất quân cánh phải tấn công Đại An khẩu ngay trong đêm, hủy Thủy môn mà vào, đánh bại hoàn toàn viện binh của Mã Lan Doanh ngay dưới thành. Tháng 11, Nhạc Thác suất quân cánh phải cùng A Ba Thái suất quân cánh trái tụ họp ở Tuân Hóa, Hà Bắc, đánh hạ huyện Thuận Nghĩa, không lâu sau lại kích bại Minh Tổng binh Mãn Quế. Ông liên tục đánh bại quân Minh cùng viện quân, tất cả đều là tốc chiến tốc thắng. Áp sát đến kinh đô nhà Minh, lại theo Đại Thiện kích bại viện binh. Tháng 12, ông cùng em trai Tát Cáp Lân vây khốn Vĩnh Bình, đánh hạ Hương Hà.
Năm thứ 4 (1630), ông cùng Bối lặc Hào Cách quay về thủ Thẩm Dương. Năm thứ 5 (1631), tháng 7, nhà Thanh phỏng theo nhà Minh thiết lập Lục bộ, ông được giao chưởng quản Binh bộ. Tháng 8, Hoàng Thái Cực chinh phạt Đại Lăng Hà, suất quân đến Quảng Ninh, Nhạc Thác cùng A Tế Cách suất lĩnh hai vạn đến Nghĩa Châu hội quân với đại quân. Cố Sơn Ngạch Chân (tức Đô thống) Diệp Thần (叶臣) suất lĩnh quân Tương Hồng kỳ vây thành Tây Nam, quân của Nhạc Thác phối hợp tác chiến. Tháng 10, Minh Tổng binh Tổ Đại Thọ thỉnh hàng, đưa con trai Tổ Khả Pháp (祖可法) đến làm con tin. Nhạc Thác khuyên nhủ Tổ Khả Pháp quy hàng. Ba ngày sau, Tổ Đại Thọ xuất thành đầu hàng. Hoàng Thái Cực nghị thủ Cẩm Châu, mệnh Nhạc Thác cùng các Bối lặc thống lĩnh bốn ngàn binh lính, thay đổi Hán phục, giả trang thì quân Tổ Đại Thọ, ra vẻ tan tác chạy loạn, trong đêm đánh lén Cẩm Châu. Vừa vặn gặp phải sương mù phải dừng lại. Năm thứ 6 (1632), tháng giêng, ông thỉnh cầu Hoàng Thái Cực trợ cấp thích đáng cho những người Hán quy phụ, tăng cường quân lực, Hoàng Thái Cực đồng ý.
Nguyên văn:
- | “ | 前克辽东, 广宁, 汉人拒命者诛之, 後复屠滦州, 永平, 是以人怀疑惧. 今天与我大凌河, 正欲使天下知我善抚民也. 臣愚以为善抚此众, 归顺者必多. 当先予以室家, 出公帑以赡之. 倘蒙天眷, 奄有其地, 仍还其家产, 彼必悦服. 又各官宜令诸贝勒给庄一区, 每牛录令取汉男妇二人, 牛一头, 编为屯, 人给二屯. 出牛口之家, 各牛录复以官值偿之. 至明诸将士弃其乡土, 穷年戍守, 畏我诛戮. 今慕义归降, 善为抚恤, 毋令失所, 则人心附, 大业成矣." . Tiền khắc Liêu Đông, Quảng Ninh, Hán nhân cự mệnh giả tru chi, hậu phục đồ Loan Châu, Vĩnh Bình, thị dĩ nhân hoài nghi cụ. Kim thiên dữ ngã Đại Lăng hà, chính dục sử thiên hạ tri ngã thiện phủ dân dã. Thần ngu dĩ vi thiện phủ thử chúng, quy thuận giả tất đa. Đương tiên dư dĩ thất gia, xuất công nô dĩ thiệm chi. Thảng mông thiên quyến, yểm hữu kỳ địa, nhưng hoàn kỳ gia sản, bỉ tất duyệt phục. Hựu các quan nghi lệnh chư Bối lặc cấp trang nhất khu, mỗi Ngưu lục lệnh thủ hán nam phụ nhị nhân, ngưu nhất đầu, biên vi truân, nhân cấp nhị truân. Xuất ngưu khẩu chi gia, các ngưu lục phục dĩ quan trị thường chi. Chí minh chư tương sĩ khí kỳ hương thổ, cùng niên thú thủ, úy ngã tru lục. Nay Mộ Nghĩa quy hàng, thiện vi phủ tuất, vô lệnh thất sở, tắc nhân tâm phụ, đại nghiệp thành hĩ. | ” |

Tháng 5, quân Minh vứt bỏ Cẩm Châu để chạy trốn, ông cùng A Ba Thái và Thạc Thác lập tức chiếm giữ phần đất của nhà Minh, cũng phá hủy thành Cẩm Châu. Không lâu sau, ông lại cùng Tế Nhĩ Cáp Lãng tấn công Sát Cáp Nhĩ bộ, đến Quy Hóa thành, bắt sống hơn ngàn người. Tháng 9, ông cùng Bối lặc Đức Cách Loại khuếch trương lãnh thổ, từ Diệu Châu đến phía nam Cái Châu. Tháng 8, Nhạc Thác cùng Đức Cách Loại suất lĩnh Lăng Ngạch Lễ (楞额礼), Diệp Thần (叶臣) của quân cánh trái, Y Nhĩ Đăng (伊尔登), Ngang A Lạt (昂阿喇), mỗi Kỳ một Phó tướng, một Tham lĩnh, một Tá lĩnh Kiêu kỵ giáo, cùng với Hán quân Đô thống Thạch Đình Trụ (石廷柱), nguyên soái Khổng Hữu Đức (孔有德), Tổng binh Cảnh Trọng Minh (耿仲明) đánh hạ Lữ Thuận khẩu (旅顺口), đưa quân vào trú thủ. Khải hoàn chiến thắng trở về, Hoàng Thái Cực đích thân đến bên ngoài ngoại ô mười dặm nghênh đón, mở tiệc khao thưởng.
Năm thứ 8 (1634), Hoàng Thái Cực duyệt binh ở Thẩm Dương, Nhạc Thác suất lĩnh mười một Kỳ binh (Mãn Châu Bát kỳ, 2 kỳ Mông Cổ, một kỳ Cựu Hán quân), bày trận 24 dặm, tác phong nghiêm cẩn, được Hoàng Thái Cực khen ngợi. Tháng 5, ông theo Hoàng Thái Cực xuất chinh Sát Cáp Nhĩ. Năm thứ 9 (1635), ông lại cùng đại quân tấn công Sơn Tây, trên đường đi ông đổ bệnh nặng, chỉ có thể quay lưu lại Quy Hóa thành. Trong lúc này, Mông Cổ Thổ Mặc Đặc bộ đến báo, con trai của Bác Thạc Khắc Đồ hãn là Nga Mộc Bố (俄木布) cùng A Lỗ Khách Nhĩ Khách (阿噜喀尔喀) và sứ giả của nhà Minh chuẩn bị gặp nhau, họp bàn tấn công Hậu Kim. Nhạc Thác biết tin liền sai người bắt giữ sứ giả nhà Minh, lại lệnh Thổ Mặc Đặc bộ giết bộ hạ của A Lỗ Khách Nhĩ Khách (阿噜喀尔喀). Ông tuyển ra một bộ phận thanh niên tráng đinh của Thổ Mặc Đặc, lập thành đội ngũ, lại lập nhiều hiệp ước, an định các bộ Mông Cổ. Sau, ông hội quân cùng các Bối lặc rồi cùng khải hoàn về triều.

### Những năm Sùng Đức
Năm 1636, Hoàng Thái Cực xưng Đế, cải quốc hiệu thành Đại Thanh, lấy niên hiệu là Sùng Đức. Tháng 4, ông được phong làm Hòa Thạc Thành Thân vương (和硕成亲王). Tháng 8, ông bị tố cáo bao che cho Mãng Cổ Nhĩ Thái và Thạc Thác, lại ly gián Tế Nhĩ Cáp Lãng và Hào Cách, các Bối lặc, Thân vương đều định tội Nhạc Thác là tội chết. Nhưng Hoàng Thái Cực khoan dung, chỉ hàng tước vị của ông xuống Bối lặc, bãi miễn chức vụ ở Binh bộ. Ngoài ra, các Vương công đại thần còn yêu cầu phạt ông 20 thất điêu yên mã, 20 giáp trụ, và 15 ngàn lượng bạc. Nhưng Hoàng Thái Cực chỉ phạt 1000 lượng bạc, còn lại đều miễn. Tháng 11, ông lại nhậm mệnh tiếp quản Binh bộ. Tháng 12, Hoàng Thái Cực thân chinh Triều Tiên, Lý Tông phải bỏ chạy đến Nam Hán Sơn thành (南漢山城, 남한산성) và bị vây khốn ở đây. Nhạc Thác cùng Dự Thân vương Đa Đạc đánh tan viện binh dưới thành. Cuối cùng Triều Tiên Nhân Tổ phải đầu hàng nhà Thanh và ký Hòa ước Tam Điền Độ (三田渡, 삼전도), theo đó Lý Tông đã phải dập đầu cúi lạy tới chín lần đối với Hoàng Thái Cực. Tiếp theo, hai Vương tử trưởng của Lý Tông cũng bị đưa tới Trung Quốc như những tù nhân. Triều Tiên trở thành nước phiên thuộc của nhà Thanh vào năm 1636.
Năm thứ 2 (1637), nhân dịp Thần phi sinh hạ Hoàng tử, Mông Cổ Khách Nhĩ Khách bộ Mã Cáp Tát Ma Đế Tắc Thần Hãn (马哈撒嘛谛塞臣汗) và Thổ Tạ Đồ Hãn (土谢图汗) đặc phái sứ thần dâng lên lạc đà, ngựa các loại để chúc mừng. Lúc Hoàng Thái Cực thiết đãi Mông Cổ sứ thần ở Diễn Võ Trường (演武场), mệnh cho Nhạc Thác đứng ra so tài. Vì bản thân không phải thiện xạ, ông đã từ chối, giải thích với Thái Tông rằng ông không biết bắn cung. Thái Tông không đồng ý, liên tục hối thúc nhiều lần. Ông không còn cách nào khác phải tuân mệnh, nhưng lần lượt các mũi tên đều bắn ra ngoài, dẫn đến sự cười nhạo của sứ thần Mông Cổ. Ông liền ném cung đến trước mặt các sứ thần. Vì sự kiện này, chư Vương, Bối lặc, Cố Sơn Ngạch Chân, Nghị chính Đại thần và Hình bộ Thừa chính đã cùng nhau hội thẩm, nhận định Nhạc Thác trước nay luôn tâm cao khí ngạo, tự cao tự đại, nay lại làm ra tội tày đình này, luận tội nên xử tử, Thái Tông không đồng ý. Triều thần lại nghị tội, đề nghị u cấm Nhạc Thác ở biệt thất, lại tịch thu gia sản, Thái Tông cũng không đồng ý. Cuối cùng Thái Tông quyết định đoạt tất cả thuộc nhân của Nhạc Thác, phạt 5 ngàn lượng bạc, hàng tước vị xuống Bối tử, không có lệnh không được ra khỏi nhà.
Năm thứ 3 (1638), ông được phục phong Bối lặc. Mùa thu, ông theo Hoàng Thái Cực xuất chinh Khách Nhĩ Khách, nhưng nửa đường lại nghe được tin Trát Tát Khắc Đồ Hãn (扎萨克图汗) đã bỏ trốn, cuối cùng không công mà lui. Tháng 8, ông nhận mệnh phạt Minh triều, được phong làm Dương Uy Đại tướng quân (扬威大将军), Bối lặc Đỗ Độ làm Phó soái thống lĩnh quân cánh phải, trong khi đó thống lĩnh quân cánh trái là Duệ Thân vương Đa Nhĩ Cổn. Đại quân tiến đến Tường Tử Lĩnh (墙子岭), quân Minh bố trí ba tòa doanh trại bên ngoài thành để làm phòng tuyến bên ngoài. Ông suất quân đánh hạ cả ba doanh trại. Nhưng thành lũy khó đánh, ông nghe theo phương pháp của tù binh bắt được, chia một phần quân đến chính diện đánh nghi binh, kiềm chế quân Minh, từ hai đường nhỏ hai phía đông tây Tường Tử Lĩnh tiến hành tấn công mạnh mẽ, liền hạ được 11 Phong hỏa đài (烽火台). Quân Thanh liên tiếp hạ hơn 60 tòa thành, cướp đoạt được vô số nhân khẩu, tài vật và súc vật. Đại quân tiếp tục tiến đến Sơn Đông, chiếm đóng Tế Nam. Lúc đang trú quân ở Tế Nam, ông đột ngột qua đời trong quân ngũ vì bệnh đậu mùa.
Năm thứ 4 (1639), Đa Nhĩ Cổn thắng lợi trở về triều, phát hiện không thấy Nhạc Thác, Hoàng Thái Cực hỏi đến thì mới biết ông qua đời, vô cùng buồn bã, không màng ăn uống, ra lệnh không được cho Lễ Thân vương Đại Thiện biết. Ngoài ra, Hoàng Thái Cực còn ra lệnh nghỉ triều 3 ngày, hạ chiếu truy phong ông làm Khắc Cần Quận vương (克勤郡王), ban cho năm con lạc đà, hai con ngựa, 1 vạn lượng bạc để tang. Năm Khang Hi thứ 27 (1688), triều đình cho lập bia để ghi nhận công lao chiến tích của ông. Năm Càn Long thứ 43 (1778), được xứng hưởng Thái Miếu.

## Gia quyến
- Nguyên phối: Nạp Lạt thị (纳喇氏), con gái của A Bái Nghi (阿拜宜).
- Kế thất: Nạp Lạt thị (纳喇氏), có tài liệu chép tên A Mộc Sa Lễ (阿木沙礼), trưởng nữ của Ngô Nhĩ Cổ Đại và Mãng Cổ Tế, cũng là cháu ngoại của Nỗ Nhĩ Cáp Xích.

### Con trai
| # | Danh hiệu               | Tên              | Tên      | Thời gian sống | Thời gian sống | Mẹ            | Ghi chú                                            |
| # | Danh hiệu               | Phiên âm         | Chữ Hán  | Sinh           | Mất            | Mẹ            | Ghi chú                                            |
| - | ----------------------- | ---------------- | -------- | -------------- | -------------- | ------------- | -------------------------------------------------- |
| 1 |                         | Nhạc Lạc Hoan    | 岳洛歡   | 1616           | 1628           | Đích Phúc tấn | Mất sớm                                            |
| 2 | Diễn Hi Giới Quận vương | La Lạc Hồn       | 羅洛渾   | 1623           | 1646           | Kế Phúc tấn   | Năm 1644 được phong làm Diễn Hi Quận vương.        |
| 3 | Hiển Vinh Bối lặc       | Khách Nhĩ Sở Hồn | 喀爾楚渾 | 1628           | 1651           | Kế Phúc tấn   | Năm 1649 được phong Bối lặc.                       |
| 4 | Hòa Huệ Bối lặc         | Ba Nhĩ Sở Hồn    | 巴爾楚渾 | 1630           | 1651           | Kế Phúc tấn   | Năm 1649 được phong Bối lặc. Vô tự.                |
| 5 |                         | Ba Tư Cáp        | 巴思哈   | 1633           | 1661           | Kế Phúc tấn   | Từng được phong Bối lặc (1649) nhưng bị cách tước. |
| 6 | Cương Nghị Bối lặc      | Hỗ Lý Bố         | 祜里布   | 1635           | 1662           | Kế Phúc tấn   | Năm 1649 được phong Bối lặc.                       |
| 7 |                         | Phú Anh Vũ       | 富英武   | 1638           | 1649           | Kế Phúc tấn   | Mất sớm                                            |

### Con gái
| # | Danh hiệu          | Thời gian sống | Thời gian sống | Mẹ            | Chồng | Ghi chú |
| # | Danh hiệu          | Sinh           | Mất            | Mẹ            | Chồng | Ghi chú |
| - | ------------------ | -------------- | -------------- | ------------- | --- | --- |
| 1 | Hòa Thạc Công chúa | 1614           | 1637           | Đích Phúc tấn | Đạt Nhĩ Hãn Thân vương Mẫn Châu Tập Lễ, anh trai của Hiếu Trang Hoàng hậu, cha của Điệu phi.                     | Được Hoàng Thái Cực nuôi dưỡng trong cung, phong làm Công chúa.                                                                                              |
| 2 | Huyện chúa         | 1617           | 1678           | Đích Phúc tấn | Bật Lạc Tích (弼喇锡) họ Bác Nhĩ Tế Cát Đặc.                                                                     | |
| 3 |                    | 1618           |                | Đích Phúc tấn | Cố Sơn Bối tử Tắc Lăng (塞棱) của Ba Lâm bộ.                                                                     | Đính hôn năm 1627, kết hôn năm 1630. |
| 4 |                    |                |                |               | Ngạc Mộc Bố (鄂木布)                                                                                             | Kết hôn năm 1634. |
| 5 |                    |                |                |               | Khinh xa Đô úy A Lạp Khắc Tề (阿拉克齊)                                                                          | Kết hôn năm 1634. |
| 6 |                    |                |                | Kế Phúc tấn   | Ba Đôn (巴敦) Đạt Nhĩ Hán Trác Khắc Đồ Đài cát của Khoa Nhĩ Thấm, con trai của Băng Đồ Quận vương Khổng Quả Nhĩ. | Ba Đôn có một người con gái là Đích Phúc tấn của Bình Bỉ Quận vương La Khoa Đạc – con trai của La Lạc Hồn cùng Đích Phúc tấn là con gái của Đông Dưỡng Tính. |
| 7 |                    |                |                |               | Đông Thọ Niên (佟壽年), con trai của Đông Dưỡng Tính                                                             | Đông Dưỡng Tính còn có một con gái Đích Phúc tấn của Diễn Hi Quận vương La Lạc Hồn                                                                           |

## Một số lời đồn

### Bị đối xử cay nghiệt
Đích Phúc tấn Lý Giai thị mất sớm, Kế Phúc tấn Na Lạp thị và Đại Thiện đối xử với hai anh em Nhạc Thác và Thạc Thác rất cay nghiệt. Thái tổ Đại phi Mạnh Cổ Triết Triết đã vâng mệnh đưa hai anh em ông vào cung cùng nuôi dưỡng với Hoàng Thái Cực. Năm 1620, Hậu Kim chuẩn bị chuyển đến thành Tát Nhĩ Hử. Nỗ Nhĩ Cáp Xích sau khi thị sát đã chỉ định nơi xây dựng trạch đệ cho các Bối lặc. Đại Thiện cho rằng nơi ở của Nhạc Thác được tu chỉnh tốt hơn của mình, đã nhiều lần nói với A Mẫn và Tế Nhĩ Cáp Lãng nơi ở của mình quá nhỏ, ý muốn chiếm trạch đệ thuộc về Nhạc Thác. Tháng 9 cùng năm, Thạc Thác vì không chịu nổi sự ngược đãi của Đại Thiện mà "mất tích". Có người cho rằng ông phản bội Hậu Kim, đầu quân cho nhà Minh. Lúc còn chưa xác nhận được Thạc Thác có phải bỏ trốn, phản bội hay không, Đại Thiện đã quả quyết nhận định Thạc Thác có tâm phản bội mà chạy trốn. Sau khi tìm được Thạc Thác, ông tỏ vẻ mình chưa bao giờ có ý định phản bội Hậu Kim, Đại Thiện vẫn liên tục quỳ xin Nỗ Nhĩ Cáp Xích chém đầu Thạc Thác. Yêu cầu của Đại Thiện bị Nỗ Nhĩ Cáp Xích từ chối, ông được thả ra.

Cũng vì thái độ của Đại Thiện mà Nỗ Nhĩ Cáp Xích đã bắt đầu điều tra, phát hiện đãi ngộ mà Đại Thiện dành cho hai người con trai của nguyên phối có vấn đề. Tư sản của Nhạc Thác và Thạc Thác đều bị kế mẫu và con trai của kế mẫu chiếm đoạt. Nỗ Nhĩ Cáp Xích từ nhỏ cũng phải nhận sự đối xử khắc nghiệt từ kế mẫu, cũng vì vậy mà ông rất quan tâm đến các con. Đối với hai người con trai Trử Anh và Đại Thiện còn nhỏ đã mất mẹ lại càng thêm chú ý, đãi ngộ cũng đặc biệt được hậu đãi. Vì vậy, Nỗ Nhĩ Cáp Xích đã nói với Đại Thiện:
| “ | 你也是前妻的儿子, 何不想想我不是对你更亲近吗? 你怎么就被后妻蒙蔽得虐待已长大成人的儿子呢? 何况我待你一直是特选良好的部民让你专管, 你为什么就不能像我一样将优良的部民赐给岳托, 硕托呢? . Ngươi cũng là con vợ trước, ta chẳng phải đối với các ngươi càng thêm thân thiết hay sao? Tại sao ngươi có thể bị vợ sau qua mặt, để con trai vợ trước bị mẹ kế ngược đãi như vậy đây? Huống chi ta còn một mực đối xử đặc biệt với ngươi, chọn bộ dân tốt nhất cho người quản, tại sao ngươi lại không chia cho Nhạc Thác và Thạc Thác một phần đây? | ” |

Từ đây, Nỗ Nhĩ Cáp Xích cho phép Nhạc Thác và Thạc Thác phân gia cùng Đại Thiện. Cũng vì vậy mà Tương Hồng kỳ vốn do Đại Thiện quản lý bị chia cho hai anh em Nhạc Thác và Thạc Thác cùng nhau nắm giữ. Đại Thiện chỉ giữ lại Chính Hồng kỳ.

### Ủng lập Thái Tông
Năm thứ 11 (1626), tháng 9, Nỗ Nhĩ Cáp Xích qua đời không lưu lại di chiếu, người kế thừa Hãn vị do 8 Hòa Thạc Bối lặc cùng nhau đề cử. Tứ đại Bối lặc gồm Đại Thiện, A Mẫn, Mãng Cổ Nhĩ Thái và Hoàng Thái Cực đều tay cầm trọng binh, đều có ý định tranh giành ngôi vị. Thời khắc mấu chốt, ông cùng tam đệ Tát Cáp Lân khuyên nhủ Đại Thiện ủng lập Hoàng Thái Cực, ông nói: 
| “ | 国不可一日无君, 邦家大事, 宜早定策. 四贝勒才德冠世, 深得人心, 众皆悦服, 当速继大位. . Nước không thể một ngày không có vua, bang gia đại sự, nên sớm định ra. Tứ Bối lặc tài đức toàn vẹn, rất được lòng người, ai ai cũng mến phục, nên nhanh chóng kế thừa đại vị. | ” |

Đại Thiện vốn cũng có ý này liền khen Nhạc Thác nói rất đúng tâm ý. Sau đó, Đại Thiện đề nghị với Đại Bối lặc A Mẫn, Mãng Cổ Nhĩ Thái và các Bối lặc A Ba Thái, Đức Cách Loại, Tế Nhĩ Cáp Lãng, A Tế Cách, Đa Nhĩ Cổn, Đa Đạc việc ủng lập Hoàng Thái Cực lên ngôi vị Đại Hãn. Dùng hình thức các vị Hòa Thạc Bối lặc cùng nhau tiến cử để lập Tân Hãn. Sau khi lên ngôi, uy vọng của Hoàng Thái Cực chưa cao, thực hiện chế độ cùng ba vị Đại Bối lặc cùng ngồi vị trí ngang hàng, cùng hướng mặt phía Nam, nhận lễ của các bồi thần, nghiễm nhiên như là Tứ Hãn. Nhạc Thác lại tích cực trợ giúp Hoàng Thái Cực củng cố quyền lực tập quyền, đả kích, làm suy yếu thế lực của Tam đại Bối lặc.
Năm 1631, trước tình hình Hoàng Thái Cực đã hoàn toàn khống chế được 6 Kỳ, buộc Đại Thiện phải chấp nhận từ bỏ chế độ Tam đại Bối lặc cùng ngồi ngang hàng nghị bàn việc triều chính với Đại Hãn. Từ đây, ngôi vị tối cao của Hoàng Thái Cực đã được xác lập.

### Bị tố cáo ý muốn mưu phản
Sau khi ông được hạ táng không đến 2 tháng, một thuộc cấp người Mông Cổ của ông là A Lan Sài (阿兰柴) tố cáo ông có lòng làm phản, nói lúc Nhạc Thác còn sống đã từng cấp cho trượng phu thứ hai của Tắc Nặc Mộc Đỗ Lăng – Ngạch phò thứ hai của Mãng Cổ Tế, mẹ vợ của Nhạc Thác – 1 thanh đao và hai cái cung, Tắc Nặc Mộc Đỗ Lăng cũng tặng lại cho nhạc Thác một con ngựa. Hơn nữa, Nhạc Thác còn từng mời Tắc Nặc Mộc Đỗ Lăng vào nội thất mật đàm rất lâu. Sau khi việc này được bẩm tấu, có Đại Thiện cầm đầu, lại thêm Tế Nhĩ Cáp Lãng và Đa Nhĩ Cổn đều tấu lên Thái Tông: "Theo luật mà trừng trị, vứt bỏ thi cốt, xử tử các con". Đối với việc này, Thái Tông nhận định "Trẫm quyết định không giáng tội Nhạc Thác. Từ nhỏ Nhạc Thác đã được Hoàng tỷ Thái hậu nuôi dưỡng, Trẫm cũng rất yêu thương. Cho dù Nhạc Thác có lòng phản trắc, Trẫm cũng không nhẫn tâm xử phạt như vậy. Đối với việc này, các ngươi đừng nhắc đến việc vứt xác diệt môn nữa".